# 2021年至2022年度香港政府財政預算案

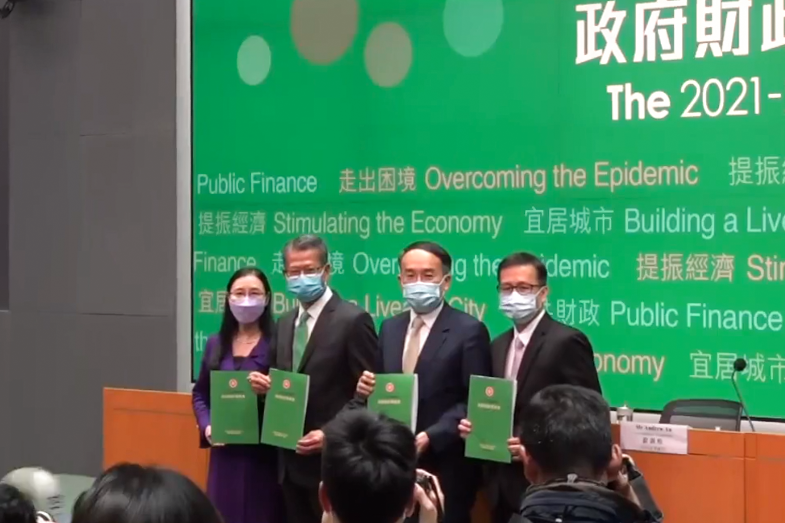
2021年至2022年度財政預算案記者會

《2021年至2022年度香港政府財政預算案》，是財政司司長陳茂波於2021年2月24日在立法會綜合大樓發表的香港政府財政預算案。是次預算案紓困「派糖」措施總額較2020/21年度減少近三成，予人「輕基層」的觀感。而財政赤字高達2576億元，為歷年最高。加上陳茂波宣讀《財政預算案》時隻字不提《港區國安法》的80億港元國安費用，只列在預算案開支預算摘要中最後一項，結果記者會上被媒體多次追問。而行政費用達6億元到電子消費券亦被民間批評惠澤大商界多於市民。

## 內容摘要

### 支持企業和就業

#### 支持企業
- 延長百分百擔保企業低息貸款申請期限至今年底，提高貸款額上限至600萬元，延長還款期及「還息不還本」安排
- 寬減2020/21課稅年度100%利得稅，上限10,000元
- 寬減2021/22年度非住宅物業差餉，首兩季每季上限5,000元，後兩季每季上限2,000元
- 寬免2021/22年度商業登記費
- 繼續寬減非住宅用戶75%水費/排污費8個月，每戶每月上限20,000元/12,500元
- 繼續寬減合資格政府物業/短期租約及豁免書75%租金及費用6個月（如應政府要求而關閉可獲100%寬免）

#### 支援就業
- 推出第四期「特別‧愛增值」計劃，擴闊課程選擇，增加網上課程
- 計劃擴闊「持續進修基金」範疇，納入網上課程
- 撥款66億元，創造約30,000個有時限職位，為期12個月

### 紓解民困
- 為失業人士設「百分百擔保個人特惠貸款」，貸款額上限80,000元，申請期6個月，年利率固定1%，最長分5年攤還。首12個月只需還息，如期全額還款後可獲退還已繳利息。不過計劃要求申請者過去一年最少有3個月就業，放無薪假也不能惠。
- 寬減2020/21課稅年度100%薪俸稅和個人入息課稅，上限10,000元
- 寬減2021/22年度住宅物業差餉，首兩季每季上限1,500元，後兩季每季上限1,000元
- 補貼每個電力住宅用戶戶口1,000元
- 發放額外半個月的綜援標準金額、高齡津貼、長者生活津貼或傷殘津貼，在職家庭津貼及個人交津亦作相若安排
- 為參加2022年香港中學文憑考試的學校考生代繳考試費
- 預留10億元，資助超過3 000幢老舊樓宇維修渠管

### 經濟恢復
- 電子消費券
  - 向每名合資格的18歲或以上香港永久性居民及新來港人士，分5期發放總額5,000元的電子消費券，鼓勵及帶動本地消費，涉款約360億元。不過消費券只涵蓋本地零售、餐飲、服務行業，但不包括交通工具。（其後改為減少分期數量及包括交通工具，首期已於8月1日派發）
- 向「發展品牌、升級轉型及拓展內銷市場的專項基金」注資15億元，提高企業資助上限至600萬元，分階段擴大資助地域範圍
- 向香港貿易發展局撥款3億7,500萬元，增強舉辦線上活動的能力及進行數碼化
- 研究利用香港貿易發展局的平台，協助青年創業人士推廣原創產品
- 研發企業版的「智方便」數碼身分認證平台
- 明年中起大部分政府表格和牌照申請可採納電子方式提交
- 明年中起為大部分政府帳單及牌照的繳費配備電子支付選項（包括「轉數快」）
- 積極研究發展「香港法律雲端」

#### 支援旅遊
- 預留1億6,900萬元繼續開展本地文化、古蹟和創意旅遊項目
- 預留7億6,500萬元，支持香港旅遊發展局重振旅遊業
- 香港旅遊發展局全面審視疫後香港旅遊的長遠定位，制訂策略帶動旅遊業復蘇
- 在保障公共衞生的大前提下，考慮恢復本地遊旅行團，爭取旅遊業營運空間
- 與合適地區就「航空旅遊氣泡」進行商討及安排

### 提振經濟

#### 金融服務
- 在本年度繼續發行不少於240億元的銀色債券和不少於150億元的通脹掛鈎債券，銀色債券認購年齡由65歲降至60歲
- 於未來五年發行合共約1,755億元的綠色債券，並計劃發行綠色零售債券
- 推出「綠色和可持續金融資助計劃」，資助發債支出及外部評審服務
- 爭取在年內開通「債券通」南向交易，提升本地債務工具中央結算系統
- 資助房地產投資信托基金在香港上市
- 推出「保險相連證券資助先導計劃」，資助發行開支
- 資助開放式基金型公司在港設立或遷冊來港
- 檢視適用於家族辦公室業務的稅務安排

#### 創新科技
- 預留2億多元，推動「奇趣IT識多啲」計劃，資助小學通過課外活動加強學生對資訊科技的興趣、認識及應用
- 把資助本地大學理工科學生參與創科行業短期實習的先導計劃恆常化
- 分兩年向「創新及科技基金」注資共95億元
- 金融管理局研究提升監管沙盒，縮短創新金融產品推出市場的時間
- 全力推動位處落馬洲河套區的港深創新及科技園的發展
- 繼續推動科學園擴建及興建數碼港第五期
- 繼續支援5G網絡和應用服務的推展
- 在今年首季陸續啟動「InnoHK創新香港研發平台」首批約20間研發實驗室

#### 空運業
- 隨着速遞貨運站擴建、新的高端物流中心及機場三跑道系統先後啟用，香港國際機場每年的貨運處理能力預計將在2024年增至約900萬公噸
- 積極研究便利本港轉運的措施，保持香港作為國際航空貨運樞紐的競爭力
- 重建位於香港國際機場的空郵中心，最早可於2027年底前啟用

#### 文化創意產業
- 向「創意智優計劃」再度注資10億元

#### 建造業
- 提升政府中層管理人員的專業技能和項目推展能力
- 向業界推廣成本管理文化
- 繼續積極推動「組裝合成」建築法和工務工程數碼化

### 土地房屋

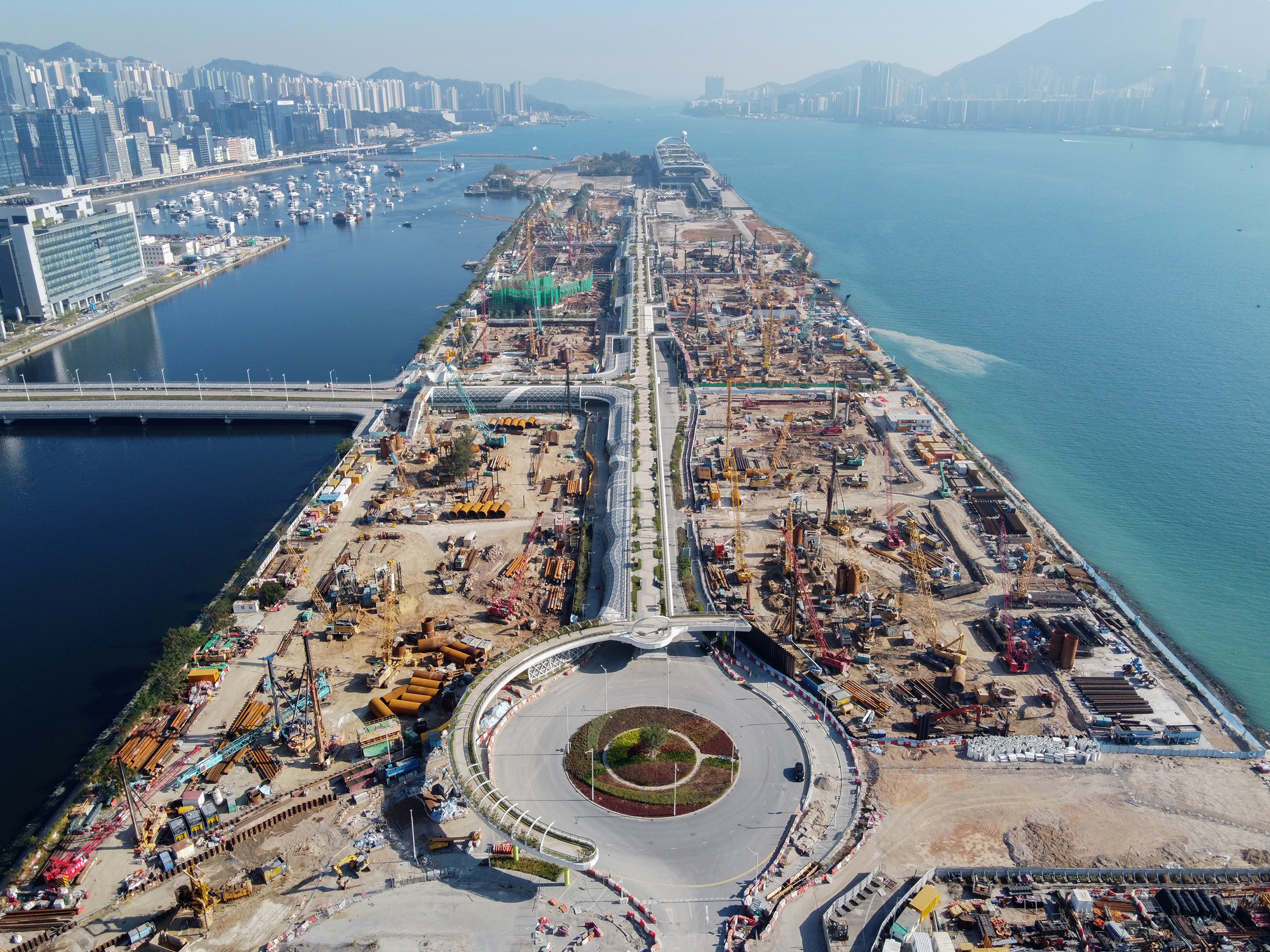
啟德跑道區4幅商業用地全部改劃作住宅用途

- 2021/22年度賣地計劃、鐵路物業發展、私人發展和重建項目的潛在住宅用地可提供約16 500個單位。另3幅商業用地預計可提供約48萬平方米商業樓面面積
- 新發展區及正規劃的發展項目內，估計共有超過860公頃新界棕地可發展作房屋或其他土地用途
- 研究把啟德5幅商業用地全部改劃作住宅用途，預計共可提供約5 800個私人房屋單位。原本的跑道區商業地是配合啟德郵輪碼頭發展成為酒店帶，打造成「亞洲瑞士」。[5]
- 檢視約40幅有聯用潛力的「政府、機構或社區」用地，今年內提出具體發展建議
- 在本季度推出以「標準金額」徵收補地價的先導計劃，鼓勵工廈重建

#### 房屋供應
- 公營房屋：預計在2020/21年度起計的5年內，建屋量約為101 400個單位，包括超過70 000個公屋/綠置居單位，及超過30 000個資助出售單位
- 私人住宅：預計2021年起計的5年內，每年平均落成量超過18 000個單位

### 宜居城市

#### 綠色城市
- 即將發表本港首份電動車普及化路線圖，措施包括在2035年或以前停止新登記燃油私家車
- 於今年中完成更新《香港清新空氣藍圖》
- 預留10億元在政府建築物和基建設施加添小型可再生能源裝置
- 預留1億5,000萬元，免費為非政府社福機構進行能源審核並安裝節能裝置
- 向「回收基金」增撥10億元，延長申請期至2027年

#### 紓緩交通擠塞
- 發表首份電動車普及化路線圖，包括在2035年或以前停止新登記燃油私家車
- 為抑制車輛增長，將私家車（包括電動私家車）首次登記稅各稅階的稅率提高15%，牌照費增加30%
- 運輸署繼續進行「擠塞徵費」及中環電子道路收費先導計劃研究

#### 優質生活
- 預留5億元優化郊野公園設施
- 預留5,500萬元改善郊野公園行山徑
- 預留約3億元推行「提升足球場設施五年計劃」
- 繼續推展優化海濱的工作

#### 強化醫療系統
- 增撥1億4,700萬元加強精神健康服務
- 繼續與大學合作提升和增加醫療教學設施
- 於未來兩年啟用深水埗和黃大仙區地區康健中心，另有11區的「地區康健站」可於年內相繼開展服務
- 繼續全力推進第一個十年醫院發展計劃，並積極籌備第二個十年醫院發展計劃

#### 關愛共融
- 安老服務：於未來數年新增約8 800個安老宿位及約2 800個資助長者日間護理服務名額
- 康復服務：到校學前康復服務的名額預計在2022/23學年加至共10 000個
- 向獎券基金注資11億元，確保急需的社福服務發展項目可以如期推展可行性研究

### 公共財政
- 政府開支進入整固期，長遠財政承擔必須與收入增長相適應
- 保持經濟發展與活力，尋找新的增長點以提高收入
- 發行綠色債券，為綠色項目提供資金，並提升政府的財政空間
- 檢討差餉制度，探討優化空間

#### 2020/21財政年度
預計赤字為2,576億元

#### 2021/22財政年度
預計赤字為1,016億元，相等於本地生產總值3.6%，主要是由於推出逆周期財政措施和經常開支持續上升

#### 2022/23至2025/26財政年度
預計連續4年赤字．主要是政府開支（尤其是經常開支）增長較收入增長快

#### 應對挑戰
- 2021/22年度落實公務員編制零增長
- 在不影響民生開支的前提下，2022/23年度政府經常開支撥款壓縮1%，預計節省約39億元
- 上調股票印花稅稅率，由現時買賣雙方按交易金額各付0.1%，提高至0.13%
- 目前不適宜調整利得稅及薪俸，政府會持續審視，適時調整
- 目前不具備條件引入新稅項，政府會作研究及準備，適時開展討論，尋求共識

## 各方反應
香港民研共訪問697人，以100分為滿分，預算案即時評分僅獲36.4分，為2008年以來的新低。而即時滿意率淨值為 -36.5%，較去年大跌 55.9%，更是1998年以來最低。

### 民間
- 有失業，居住在劏房的基層人士認為消費券無法交租，也不能用作進修或考牌幫助求職。政府目的只是為商家着想，最終又讓基層受罪。[8]
- 中文大學商學院高級講師李兆波指電子消費券因行政費達6億是偏高，形容為「政治交易」，難以監管違規行為。全民派錢才能為市民舒舒氣。
- 中小企食店聯盟召集人林瑞華擔心電子消費券只對大集團受惠，小店因無電子支付系統，儲值支付工具需要收取手續費，加上長者甚少使用電子支付下，認為受惠有限。[9]
- 港大社會工作及社會行政學系榮休教授周永新指政府的失業貸款要求申請人過去一年需要有最少3個月的就業紀錄，放無薪假亦不可申請，予人感覺政府「冷酷無情」。要求設失業援助金幫助市民。[10]
- 時事評論員劉銳紹指《港區國安法》的國安費用涉及80億港元，認為是向市民製造威嚇。而相關費用缺乏真正監督和不透明下，沒有人知道這些錢如何使用。[11]
- 民權觀察成員沈偉男指不少市民急需紓困措施下，警隊開支增加至250.63億元，加上撥款80億元維護國家安全，形容港府「有錢維穩，冇錢紓困」。[12]

### 民主派
民主黨主席羅健熙批評預算案很多惠民措施減半，相信大部分市民會感到十分失望。
公民黨秘書長梁嘉善指，港府以往一直是守財奴的態度，但在失業率上升至7%達2003年沙士高位的情況下，要應使則使，為市民提供失業援助及就業不足津貼；她又提到，面對本港經濟不景，警隊作為官員口中「忠誠勇毅」的隊伍，一切相關開支應向下調整，以彰顯與港人共渡時艱、「心繫社會」。社民連則要求設立失業援助金及全民派錢一萬元。

### 建制派
工聯會認為財政預算案推出電子消費券有助提振經濟，但在失業支援方面力度不足。 

## 外部連結
- 2021年至2022年度香港政府財政預算案網頁（页面存档备份，存于）